# Alarskij rajon
L'Alarskij rajon, in russo Аларский район?, è un rajon dell'Oblast' di Irkutsk, nella Russia asiatica; il capoluogo è Kutulik. 

## Geografia umana
Istituito nel 1922, ricopre una superficie di 2700 chilometri quadrati e consta di una popolazione di circa 25.800 abitanti.